# Dieter Ceranski
Dieter Ceranski (* 2. März 1963) war Fußballspieler im Bereich des DDR-Fußball-Verbandes. In dessen höchster Spielklasse, der DDR-Oberliga spielte er 1981 für die BSG Chemie Buna Schkopau.

## Sportliche Laufbahn
Ceranski betrieb ab seinen 10. Lebensjahr zunächst Leichtathletik als Sprinter beim Trainingszentrum Aschersleben. Erst mit 13 Jahren wandte er sich dem Fußball zu. Mit 17 Jahren wurde er zur Saison 1980/81 in die Nachwuchsmannschaft des Halleschen FC Chemie (HFC) aufgenommen, mit der er in der DDR-Nachwuchsoberliga spielte. Als Ende 1980 der HFC für seine DDR-Oberliga-Mannschaft einen neuen Stürmer für den zur Armee einberufenen Holger Krostitz suchte und mit Frank Kuhnt bei der BSG Chemie Buna Schkopau fündig wurde, musste Ceranski im Tausch nach Schkopau gehen. Dort übernahm er beim Oberliga-Aufsteiger in der Rückrunde der Saison 1981/82 die Position von Kuhnt auf der rechten Angriffsseite. Bis zum Saisonende bestritt er alle 13 Punktspiele und kam dabei zu zwei Torerfolgen. Die BSG Chemie musste nach der Saison 1981/82 wieder in die DDR-Liga absteigen, und dort spielte Ceranski noch bis zum Oktober 1982. Danach wurde er zum Armeedienst eingezogen und spielte während dieser Zeit bei der Armeesportgemeinschaft Vorwärts Delitzsch Fußball, mit der er 1983 in die drittklassige Bezirksliga Leipzig aufstieg. Nach seiner Entlassung aus der Armee schloss sich Ceranski 1984 dem DDR-Ligisten BSG Chemie Böhlen an. Ab 1987 folgten Kurzgastspiele bei Motor Babelsberg und Motor Ludwigsfelde. Im Sommer 1987 wurde er mit der BSG Chemie Velten Meister der Bezirksliga Potsdam, die Mannschaft scheiterte anschließend aber in der Aufstiegsrunde zur DDR-Liga. 
Später war Ceranski als Fußballtrainer bei unterklassigen Vereinen tätig. Zuletzt trainierte er von 2000 bis Juni 2005 den brandenburgischen Landesligisten Fortuna Babelsberg und anschließend bis Juni 2010 den Werderaner FC Viktoria. Diesen führte er 2008 in die siebentklassige Landesliga Brandenburg. 